# Cervona Zorea, Hluhiv
Cervona Zorea (în ucraineană Червона Зоря) este un sat în comuna Ulanove din raionul Hluhiv, regiunea Sumî, Ucraina.

## Demografie
Componența lingvistică a localității Cervona Zorea
     Ucraineană (100%)
Conform recensământului din 2001, toată populația localității Cervona Zorea era vorbitoare de ucraineană (100%).